# Slaaprijtuig

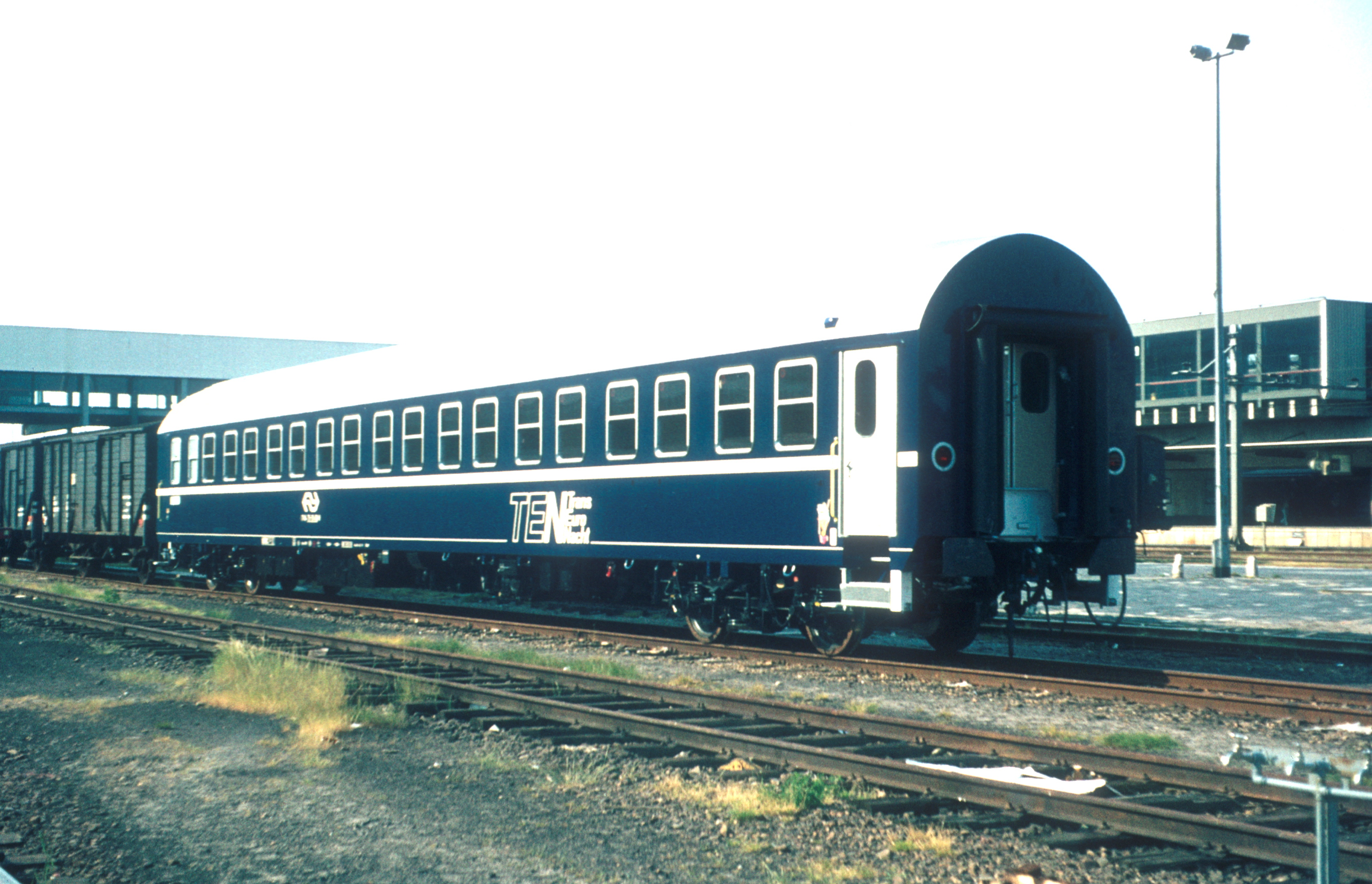
Een slaaprijtuig van de NS in 1975

Een slaaprijtuig of slaapwagen is een spoorwegrijtuig waarin passagiers de mogelijkheid hebben te slapen in bedden, in plaats van enkel te zitten op stoelen. Dergelijke rijtuigen maken vaak deel uit van nachttreinen, maar kunnen ook op andere treinen die lange trajecten afleggen worden gebruikt. 
De bedden in een slaaprijtuig worden meestal gemaakt door de banken uit te klappen tot bedden, zodat het rijtuig ook dienst kan doen als regulier rijtuig. Er bestaan ook modellen met standaard bedden erin. Luxere slaaprijtuigen bieden voor elke passagier een eigen, afgesloten coupé met een bed.
Het principe van slaapgelegenheden in treinen bestaat al vrij lang. In 1839 begon Cumberland Valley Railroad al te experimenteren met de mogelijkheden van slaaprijtuigen. George Pullman staat bekend als de man die het slaaprijtuig met succes introduceerde in de Verenigde Staten in 1865.
In Europa was het de in 1876 gestichte Compagnie Internationale des Wagons-Lits die het gebruik van slaapwagens invoerde, met luxetreinen zoals de legendarische Orient-Express.

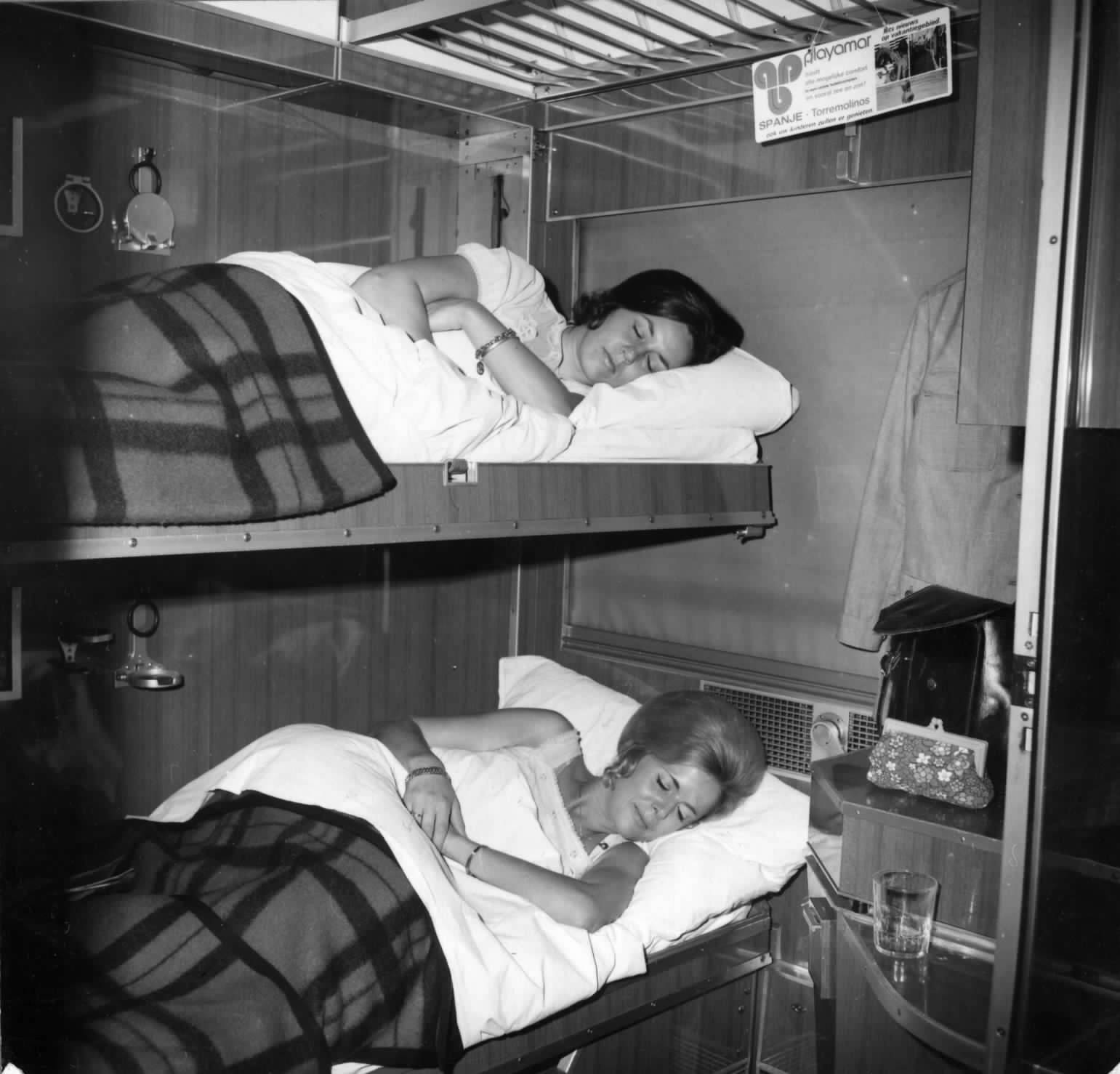
Reizigers in een couchetterijtuig, 1971

Een soberder versie van een slaaprijtuig, met zes bedden per coupé, staat bekend als couchette of ligrijtuig. De NS had tot 1984 couchetterijtuigen in gebruik in de serie Plan N. 